# Raffaele Mazio
Raffaele Mazio (Roma, 24 ottobre 1765 – Roma, 4 febbraio 1832) è stato un cardinale italiano.

## Biografia
Nacque a Roma il 24 ottobre 1765.
Papa Pio VIII lo elevò al rango di cardinale nel concistoro del 15 marzo 1830.
Ritenuto uno dei prelati più capaci della Curia romana, morì il 4 febbraio 1832, all'età di 66 anni.